# Nordhavn station
Nordhavn station är en järnvägsstation i stadsdelen Østerbro i Köpenhamn. Den betjänar Köpenhamns S-tåg och linje M4  på Köpenhamns metro. S-tågstationen, som ligger på en högbana, invigdes 1934 och renoverades 2006.
Metrostationen, som ligger på andra sidan av banvallen, invigdes 28 mars 2020. Dess innerväggar är klädda med röda kakelplattor liksom stationer på Cityringen där man kan byta till S-tåg.

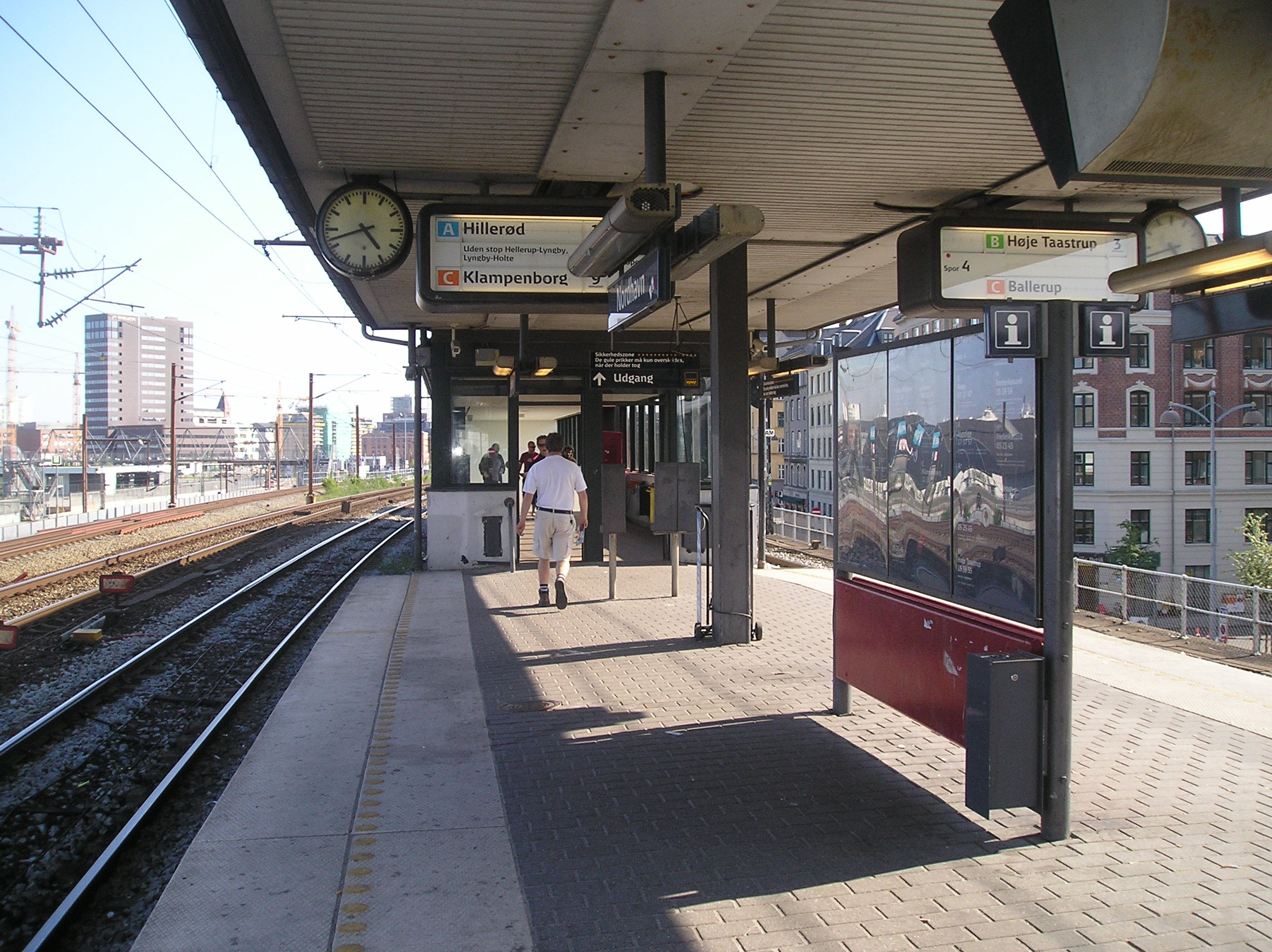
Nordhavn S-tåg
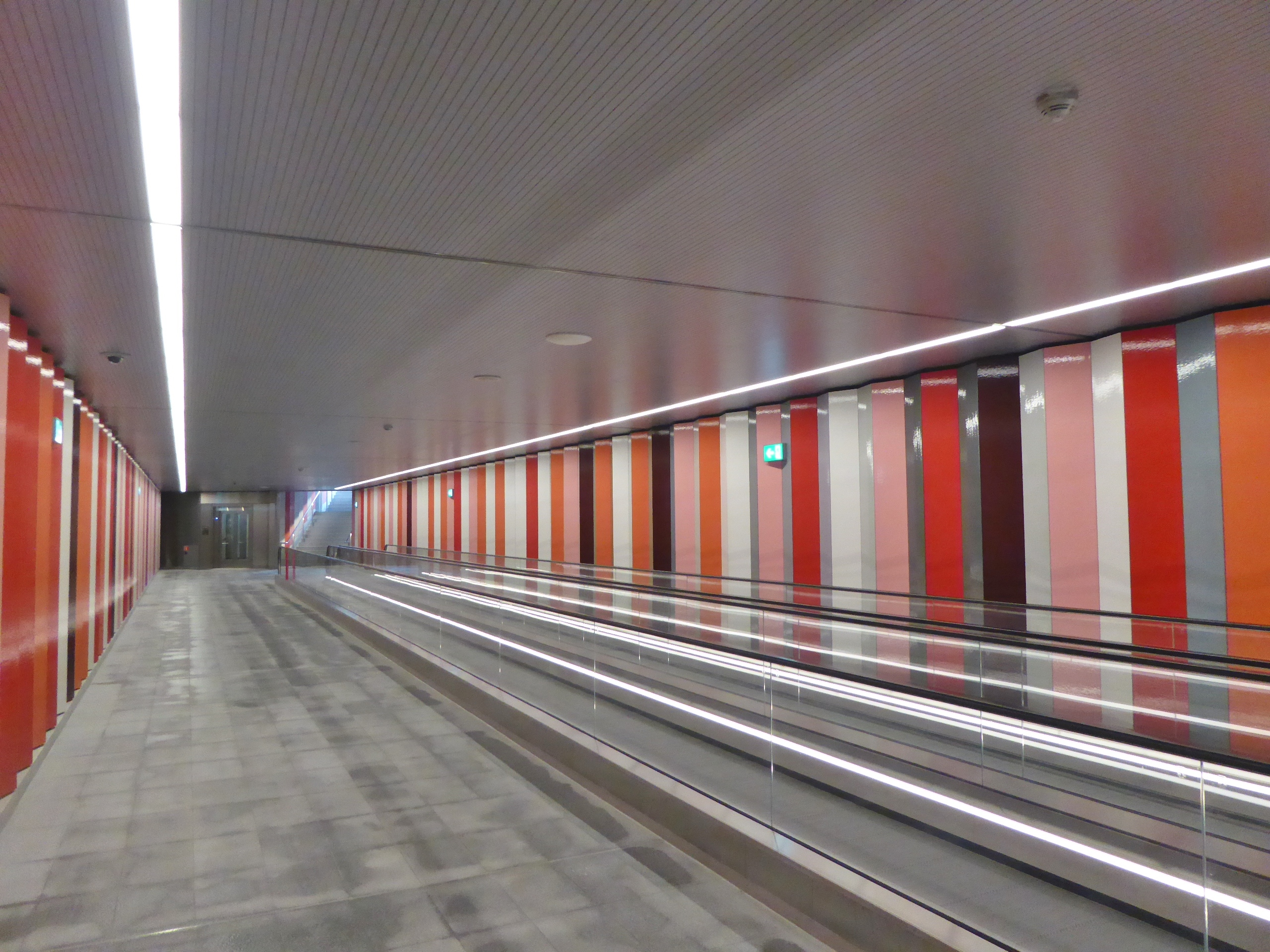
Rullande trottoar i gångtunneln.

Det finns ingen direkt förbindelse mellan stationerna så passagerarna måste gå ett hundratal meter längs Østbanegade och genom en gångtunnel med rullande trottoar för att byta station. 